# 1926. december 20-i konzisztórium
Az 1926. december 20-i konzisztóriumot XI. Piusz pápa hívta össze december 6-án. Összesen 2 új bíborost kreált.
| Nº                     | Ország                 | Név                    | Életkor                | Hivatal                         |
| Pápaválasztó bíborosok | Pápaválasztó bíborosok | Pápaválasztó bíborosok | Pápaválasztó bíborosok | Pápaválasztó bíborosok          |
| ---------------------- | ---------------------- | ---------------------- | ---------------------- | ------------------------------- |
| 1                      | Olasz Királyság        | Lorenzo Lauri          | 62                     | Lengyelország apostoli nunciusa |
| 2                      | Olasz Királyság        | Giuseppe Gamba         | 69                     | a Torinói főegyházmegye érseke  |